# لیدی جولیانا (آگرا)
لیدی جولیانا (ش. اواسط ۱۵۰۰) (به انگلیسی: Lady Juliana (Agra)) زنی بود که در دربار اکبر امپراتور مغول زندگی می‌کرد. گفته می‌شود او پزشک مخصوص حرم‌سرای سلطنتی اکبر بوده و با شاهزاده افسانه‌ای بوربُن ژان فیلیپ دوبوربون-ناوار ازدواج کرده است. وی خواهر یکی از همسران اکبر بوده. او همچنین برای ساختن اولین کلیسا در آگره (در هند کنونی) معروف است.

## سوابق

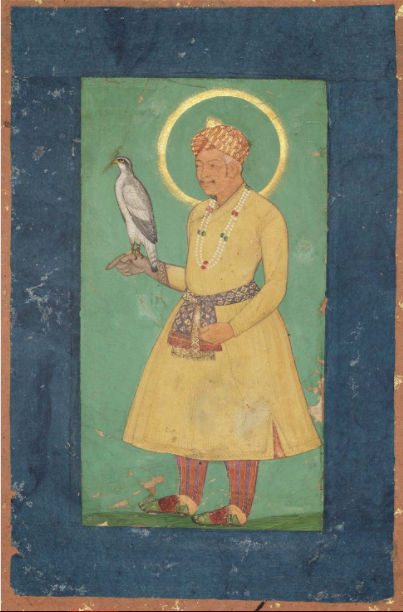
اکبر امپراتور مغول

بانو جولیانا خواهر همسر مسیحی اکبر و پزشک مسئول حرم‌سرای سلطنتی بود. در مقطعی این خواهران را به آگرا آوردند.
در یک روایت اینگونه روایت شده است که جولیانا و خواهرش دختران عبدالحی، رئیس دادگستری اکبر و اهل کیلیکیه در ارمنستان غربی بودند.
کشیش توماس اسمیت، مورخ، محقق و روزنامه‌نگار که در خانواده‌ای هندو-ارمنی در آگرا به دنیا آمد، لیدی جولیانا را دارای دین ارمنی گزارش می‌کند و اکبر او را همسری ژان فیلیپ نموده است.
در تحقیقات شاهزاده مایکل در مورد فرزندان ژان فیلیپ دو بوربون، او احساس می‌کند «مطمئن است که او [ژان فیلیپ] پسر چارلز سوم، مأمور فرانسه، ثروتمندترین و مشهورترین و قدرتمندترین عضو خانواده بوده است». در کتاب شاهزاده مایکل، لو راجه دو بوربون، ژان فیلیپ با خواهر پرتغالی همسر مسیحی اکبر ازدواج کرد، و مقدار زیادی زمین به او داده شد و در هند به راجه (پادشاه) تبدیل شد. او همچنین شرح می‌دهد که چگونه ژان فیلیپ اولین پادشاه بوربن فرانسه، برادرزاده هنری چهارم بود و چگونه مدتی پیش از سال ۱۵۶۰، ژان فیلیپ قبل از جلوس به تخت امپراتوری اکبر، به یک ماجراجویی جهانی پرداخت ازدواج ژان فیلیپ با لیدی جولیانا به دنبال پرستاری جولیانا از او در طول یک بیماری شدید و متعاقب آن اکبر لیدی را به او هدیه داد صورت گرفت، این ازدواج یک خط طولانی از بوربون‌ها را در بوبال، هند تولید کرد.
دیگران نیز ادعا کرده‌اند که او پرتغالی است اما تحقیقات منتشر شده توسط زمان (Zaman) در سال ۲۰۱۲، اعتقاد محقق پرتغالی، J. A. اسماعیل گریسیاس را که همسر اکبر یا خواهرش پرتغالی بودند را مورد تردید قرار داده است. بسیاری از خانم‌های دیگر نیز جولیانا نام داشتند. یک بانوی پرتغالی جولیانا دیاس دا کوستا بعداً وارد تاریخ مغول شد و داستان او ممکن است باعث سردرگمی و تداخل با بانو جولیانا ماسکارنهاس شده باشد. گراسیاس همسر اکبر مریم مکانی را ماریا ماسکارناس و خواهرش را جولیانا توصیف می‌کند. این نیز به گفته زمان، که استدلال می‌کند که مریم نامی است که به مادر اکبر، حمیده بانو بیگم داده شده است، نادرست است.
فردریک فانتوم در خاطرات آگرا (۱۸۹۵) اعتقاد خود را اینگونه بیان می‌کند که اکبر همسری مسیحی به نام مریم داشت که دیگر مورخان تأثیر او بر اکبر را دست کم گرفته بودند. او داستان ژان فیلیپ را بازگو می‌کند و به همین ترتیب اعتقاد خود را به گرایش اکبر به مسیحیت بیان می‌کند.
جدا کردن جولیاها برای گراسیا و فانتوم اگر در زمینه ایمان مسیحی [جولیاها] درک می‌شد و تلفیق خون‌ها و معاشرت‌ها با مغول‌ها موضوع مهمی بود، اما چندان حیاتی نبوده. علاوه بر این، همچنین غیر منطقی نبود که درک کنیم چرا شاهزاده یونانی نیز علاقه‌مند، موضوع است. همان‌طور که در مقاله سال ۲۰۰۷ در گاردین با عنوان «در هند یافت شد: آخرین پادشاه فرانسه». در خاتمه، زمان می‌گوید که روایت‌های قبلی بخشی واقعیت و بخشی داستان هستند، در هنگامی که تأثیرات مسیحیت از طریق زنان اروپایی، به‌ویژه در روزهای پایانی امپراتوری مغول جذاب به نظر می‌رسید.

## زندگی در هند
اکبر ازدواج جولیانا با شاهزاده ژان فیلیپ دوبوربون فرانسه را در سال ۱۵۶۰ ترتیب داد و هزینه ساخت کلیسایی را که آنها در سال ۱۵۶۲ ساختند، را پرداخت کرد

## مرگ
بر اساس آرشیو مأموریت آگرا، او با شوهرش در کلیسایی که در سال ۱۵۶۲ تأسیس کردند به خاک سپرده شدند، اگرچه بقایای آنها هرگز پیدا نشد. شاه جهان، امپراتور مغول، کلیسا را در سال ۱۶۳۶ تخریب کرد. کلیسای بومی در سایت مکان و در مجتمع کلیسای جامع کاتولیک روم سنت پیتر بازسازی شد.
نوادگان لیدی جولیانا و ژان فیلیپ با نام " بوربون " همچنان در بوپال زندگی می‌کنند.